# تزورق الرأس
تَزَوْرُقُ الرَّأْس هو نوع من الاضطرابات الرأسية، يحدث في حالة وجود التحام مبكر للدرز السهمي. ويرتبط الدرز السهمي بالعظمتين الجداريتين بالجمجمة. يُعد تزورق الرأس الحالة الأكثر شيوعًا لتعظم الدروز الباكر.